# ان‌جی‌سی ۶۹۵
ان‌جی‌سی ۶۹۵ (انگلیسی: NGC 695) نام یک کهکشان مارپیچی در صورت فلکی بره است.